# Fotbollsgalan 2007
Fotbollsgalan 2007 hölls på Hovet i Stockholm måndagen den 12 november 2007, och var den 13:e Fotbollsgalan. Programledare var Adam Alsing och Jessica Almenäs. TV 4 sände.

## Priser

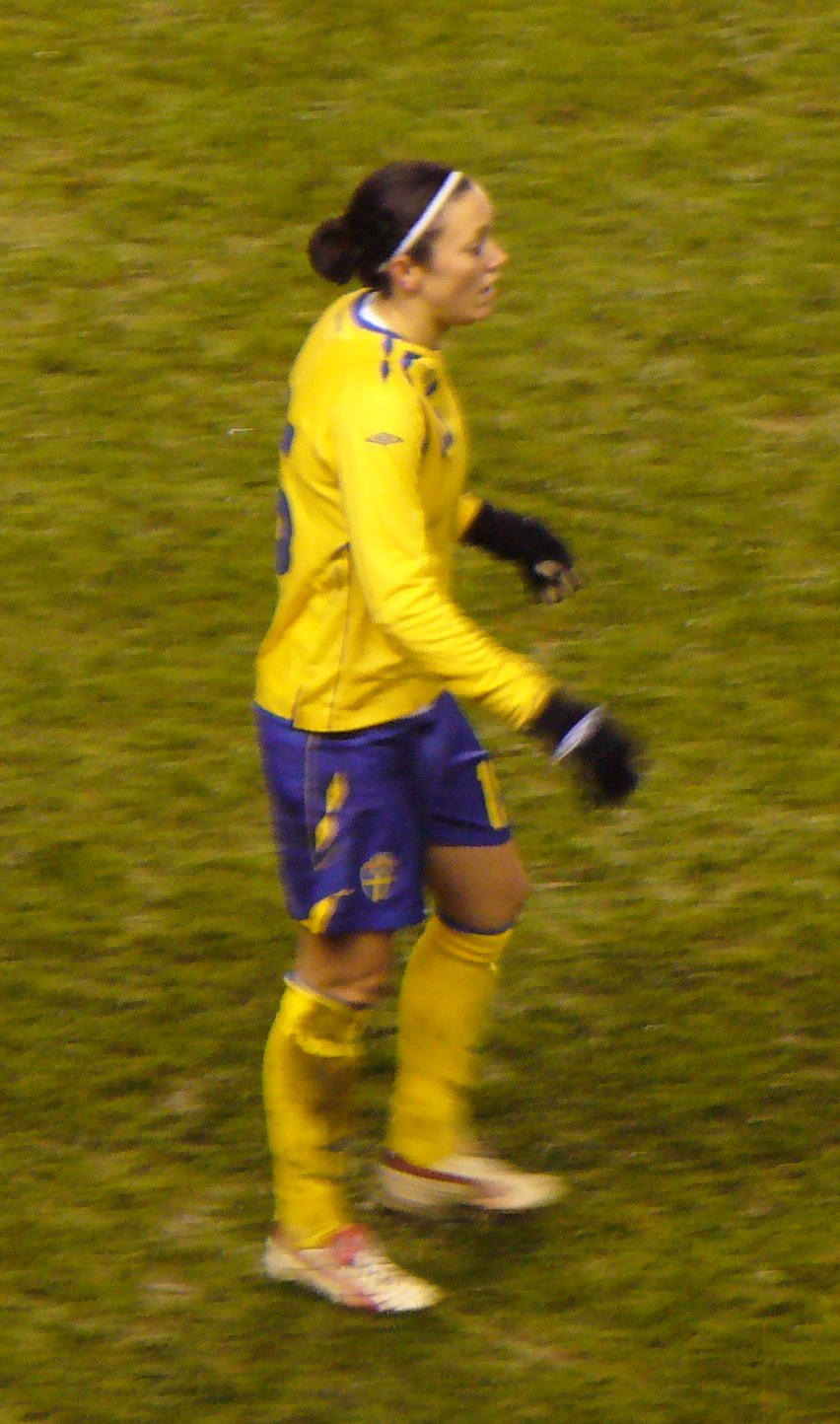
Therese Sjögran vann Diamantbollen och blev utnämnd till årets mittfältare

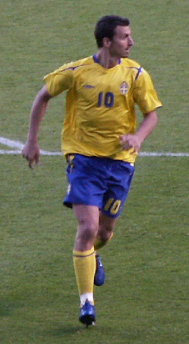
Zlatan Ibrahimović fick Guldbollen och blev utnämnd till årets forward

| Pris                         | Nominerade | Vinnare                                |
| ---------------------------- | --- | -------------------------------------- |
| Årets genombrott             | Madelaine Edlund, Umeå IK, Emelia Erixon, KIF Örebro, Linda Forsberg, Djurgårdens IF, Malin Levenstad, LdB FC Malmö               | Linda Forsberg, Djurgårdens IF         |
| Årets tränare, herrar        | Nanne Bergstrand, Kalmar FF Mats Jingblad, IFK Norrköping Jonas Olsson/Stefan Rehn, IFK Göteborg Per Olsson, Gefle IF             | Jonas Olsson/Stefan Rehn, IFK Göteborg |
| Årets tränare, dam           | Kenneth Isaksson, Sunnanå SK Andrée Jeglertz, Umeå IK Benny Persson, Djurgårdens IF Jörgen Petersson, LdB FC Malmö                | Andreé Jeglertz, Umeå IK               |
| Årets nykomling              | Denni Avdic, IF Elfsborg Sebastian Castro-Tello, Hammarby IF Johan Oremo, Gefle IF Gustav Svensson, IFK Göteborg                  | Johan Oremo, Gefle IF                  |
| Årets forward, herr          | Marcus Berg, IFK Göteborg/FC Groningen Johan Elmander, Toulouse Zlatan Ibrahimović, Inter Henrik Larsson, Helsingborgs IF         | Zlatan Ibrahimović, Inter              |
| Årets forward, dam           | Pavlina Scasna, KIF Örebro Lotta Schelin, Kopparbergs/Göteborg Marta, Umeå IK Victoria Svensson, Djurgårdens IF                   | Marta, Umeå IK                         |
| Årets mittfältare, herr      | Niclas Alexandersson, IFK Göteborg Sebastián Eguren, Hammarby IF Tobias Linderoth, Galatasaray Fredrik Ljungberg, West Ham United | Tobias Linderoth, Galatasaray          |
| Årets mittfältare, dam       | Nilla Fischer, LdB FC Malmö Ariane Hingst, Djurgårdens IF Caroline Seger, Linköpings FC Therese Sjögran, LdB FC Malmö             | Therese Sjögran, LdB FC Malmö          |
| Årets back, herr             | Matias Concha, Djurgårdens IF/VfL Bochum Petter Hansson, Stade Rennais Olof Mellberg, Aston Villa Ragnar Sigurdsson, IFK Göteborg | Petter Hansson, Stade Rennais          |
| Årets back, dam              | Hanna Marklund, Sunnanå SK Anna Paulson, Umeå IK Stina Segerström, KIF Örebro Karolina Westberg, Umeå IK                          | Hanna Marklund, Sunnanå SK             |
| Årets målvakt, herr          | Magnus Bahne, Halmstads BK Andreas Isaksson, Manchester City Rami Shaaban, Fredrikstad FK Pa Dembo Tourray, Djurgårdens IF        | Rami Shaaban, Fredrikstad FK           |
| Årets målvakt, dam           | Kristin Hammarström, KIF Örebro Caroline Jönsson, LdB FC Malmö Sofia Lundgren, AIK Bente Nordby, Djurgårdens IF                   | Bente Nordby, Djurgårdens IF           |
| Fotbollskanalens hederspris* | Andres Vasquez, IFK Göteborg Marta, Umeå IK Kalmar FF Eriksson, Backe och Grip, Manchester City                                   | Marta, Umeå IK                         |
| Diamantbollen                | | Therese Sjögran, LdB FC Malmö          |
| Guldbollen                   | | Zlatan Ibrahimović, Inter              |

*Priset röstas fram av tittarna

## Artister
- Magnus Uggla - framförde "Vild och skild"
- The Ark - framförde "Little Dysfunk You"
- Peter Jöback och Pernilla Wahlgren - framförde "Han är med mig nu"